# Katastrofa lotu American Airlines 1502
Katastrofa lotu American Airlines 1502 – katastrofa lotnicza, która miała miejsce 28 stycznia 1961 roku. W wyniku utraty kontroli załogi nad maszyną, Boeing 707-123 należący do linii American Airlines rozbił się 8 kilometrów od wybrzeży Nowego Jorku.

## Historia
Załoga wyprodukowanego w 1958 roku Boeinga 707-123 o numerze rejestracyjnym N7502A, nazwie własnej Flagship Oklahoma i numerze seryjnym 17629/8 prowadziła lot szkoleniowy. W sumie na pokładzie Boeinga znajdowało się sześć osób. Ostatni kontakt radiowy z maszyną odbył się o godzinie 11:57, 23 minuty później samolot przechylił się na lewe skrzydło i wpadł w strome nurkowanie. Boeing rozbił się około 8 kilometrów od latarni morskiej Montauk Point. Przed katastrofą załoga ćwiczyła najprawdopodobniej wyłączenie i restart silników w locie lub podejście (klapy ustawione w chwili uderzenia o wodę na 30 stopni). Przyczyną uderzenia o wodę była utrata przez załogę kontroli nad samolotem, choć nigdy nie udało się ustalić dlaczego do niej doszło.